# کبوتر میوه‌خوار خوش‌رنگ
کبوتر میوه خوش‌رنگ (نام علمی: Ptilinopus ornatus) گونه‌ای از پرندگان خانواده کبوتران (Columbidae) است که در گینه نو یافت می‌شود. زیستگاه طبیعی آن جنگل‌های جلگه‌ای نمناک نیمه‌گرمسیری و جنگل‌های کوهستانی نمناک نیمه‌گرمسیری یا گرمسیری است.